# The Cheap Detective
The Cheap Detective is een Amerikaanse filmkomedie uit 1978 onder regie van Robert Moore. De prent parodieert misdaadfilms als The Maltese Falcon (1941), Casablanca (1942), To Have and Have Not (1944), A Streetcar Named Desire (1951) en Chinatown (1974).

## Verhaal
Privédetective Lou Peckinpaugh wordt door de autoriteiten verdacht van de moord op zijn collega. In zijn zoektocht naar de echte dader komt hij op het spoor van een geheimzinnig beeld van een vogel.

## Rolverdeling
| Acteur             | Personage         |
| ------------------ | ----------------- |
| Peter Falk         | Lou Peckinpaugh   |
| Ann-Margret        | Jezebel Dezire    |
| Eileen Brennan     | Betty DeBoop      |
| Sid Caesar         | Ezra Dezire       |
| Stockard Channing  | Bess              |
| James Coco         | Marcel            |
| Dom DeLuise        | Pepe Damascus     |
| Louise Fletcher    | Marlene DuChard   |
| John Houseman      | Jasper Blubber    |
| Madeline Kahn      | Mrs. Montenegro   |
| Fernando Lamas     | Paul DuChard      |
| Marsha Mason       | Georgia Merkle    |
| Phil Silvers       | Hoppy             |
| Abe Vigoda         | Sergeant Rizzuto  |
| Paul Williams      | Boy               |
| Nicol Williamson   | Kolonel Schlissel |
| James Cromwell     | Schnell           |
| David Ogden Stiers | Captain           |
| Carole Wells       | Hat Check Girl    |
| Jonathan Banks     | Cabbie            |

## Achtergrond
Peter Falk werd in deze film opnieuw gecast als archetypische Amerikaanse detective in een satire, na zijn rol als Sam Diamond in Murder by Death (1976). Deze eerdere film werd ook geschreven door Neil Simon en geregisseerd door Robert Moore. Ook Eileen Brennan en James Coco speelden in deze film.